# Kpassagnon Gneto
Kpassagnon Gneto (ur. 25 stycznia 1971) – piłkarz z Wybrzeża Kości Słoniowej występujący na pozycji obrońcy. Ojciec judoczki, Priscilli Gneto.

## Kariera klubowa
Gneto karierę rozpoczynał w 1990 roku w zespole Africa Sports. Zdobył z nim mistrzostwo Wybrzeża Kości Słoniowej (1996), a także dwa razy Puchar Wybrzeża Kości Słoniowej (1993, 1998). W 1998 roku przeszedł do francuskiego Sportingu Toulon Var, grającego w szóstej lidze. Występował też w czwartoligowym AS Porto-Vecchio, gdzie w 2001 roku zakończył karierę.

## Kariera reprezentacyjna
W latach 1991–1997 w reprezentacji Wybrzeża Kości Słoniowej Gneto rozegrał 19 spotkań. W 1996 roku został powołany do kadry na Puchar Narodów Afryki. Wystąpił na nim w meczach z Ghaną (0:2), Mozambikiem (1:0) i Tunezją (1:3), a Wybrzeże Kości Słoniowej zakończyło turniej na fazie grupowej.